# Caril Ann Fugate
 (février 2010).
Si vous disposez d'ouvrages ou d'articles de référence ou si vous connaissez des sites web de qualité traitant du thème abordé ici, merci de compléter l'article en donnant les références utiles à sa vérifiabilité et en les liant à la section « Notes et références ».
Pour les articles homonymes, voir Fugate.
Caril Ann Fugate, née le 31 juillet 1943 à Lincoln dans le Nebraska, était la petite amie adolescente et la victime du tueur en série Charles Starkweather. Elle est la plus jeune femme dans l’histoire des États-Unis à avoir été condamnée pour meurtre au premier degré.

## Biographie
Fugate vivait à Lincoln avec sa mère et son beau-père. En 1956, alors âgée de 13 ans, elle fait la connaissance de Charles Starkweather avec lequel elle se mit rapidement en couple. Il avait cinq ans de plus qu’elle, avait quitté l’école et travaillait comme déchargeur de camions à l’entrepôt Western Newspaper Union. Le 21 janvier 1958, comme Fugate le déclara plus tard, elle était rentrée chez elle pour découvrir que Starkweather avait tué son beau-père, Marion Barlett, ainsi que sa mère, Velda. Il aurait ensuite étranglé et poignardé à mort la demi-sœur de Caril, Betty Jean, alors encore bébé.
Durant les sept jours qui suivirent, le couple resta dans la maison avec les corps, renvoyant tous les visiteurs, ce qui rendit la famille de Fugate suspicieuse. Starkweather et Fugate s’enfuirent alors en voiture à travers le Nebraska dans une tournée de vols et de meurtres, tuant sept autres personnes avant d'être arrêtés. La chute de Fugate fut d’admettre avoir tenu en joue, avec un fusil (calibre .410) un jeune couple de lycéens dans une voiture, pour leur dérober 4 $. Le couple fut tué plus tard lors de cette soirée. La jeune femme fut retrouvée partiellement nue — elle avait été brutalement poignardée à de multiples reprises dans l’abdomen après avoir été tuée par arme à feu. Starkweather et Fugate se sont accusés l’un et l’autre du meurtre de la jeune femme. Starkweather admit avoir tué le jeune homme.
Starkweather insista pour dire que bien qu’ayant été responsable du meurtre de la plupart des victimes, Fugate en avait tué plusieurs aussi. L’ampleur de sa réelle implication est incertaine : Starkweather fut exécuté sur la chaise électrique le 25 juin 1959, tout en continuant d’accuser sa complice. Pour sa part, Fugate refusa d’en parler jusqu’à ce jour.
Fugate fut condamnée pour son rôle dans la tuerie. Le jury ne crut pas sa déclaration selon laquelle Starkweather la tenait en otage, parce qu’elle avait eu plusieurs occasions de s’enfuir. Elle fut condamnée à la prison à vie au centre correctionnel pour femmes du Nebraska à York, dans le Nebraska. Elle obtint une remise en liberté conditionnelle en 1976. Elle habite maintenant à Lansing dans le Michigan, et est retraitée, après avoir été concierge médicale. Elle s'est mariée en 2007. Sa biographie non autorisée fut écrite par Ninette Beaver.

## Filmographie
- La Balade sauvage
- Tueurs nés

## Lire aussi
- Ninette Beaver, Caril, 1974

```
 
(
ISBN
 
0397009976
)
```

- Charles Starkweather